# Pourquoi moi ?!
Cet article possède un paronyme, voir Pourquoi moi?.
Pourquoi moi ?! est une pièce de théâtre, écrite par Olivier Lejeune et jouée pour la première fois en 2009 (le 9 janvier à Drancy). Vincent Lagaf' y tient le rôle principal.

## Argument
Aristide Rouli vient d'être quitté par sa femme pour infidélité. Décidé à la reconquérir, il trouve un appartement en face de chez elle et s'y installe. Dès le premier soir, il est dérangé par ses nouveaux voisins qui vont se révéler bien encombrants.

## Distribution
- Vincent Lagaf' : Aristide Rouli
- Anaïs Nyl : Natacha Poutine, la call-girl
- Pierre Laur : Gérard Viébou, le concierge
- Eric Boucher : René Kasbois, le proxénète
- Philippe Rambaud et Pascale Louange : le couple bourgeois

## Autour de la pièce
La pièce a été jouée en province au début de l'année 2009. Cette pièce a marqué le retour sur scène de Vincent Lagaf' 13 ans après Le Surbook. Pris par son retour à la télévision avec Le Juste Prix, il a dû annuler l'arrivée à Paris de la pièce à la rentrée 2009.